# Sacrifice (film 2011)
Sacrifice è un film del 2011 diretto da Damian Lee.

## Trama
Il poliziotto John Hebron, che ha da poco perso la moglie e la figlia, ammazzate come vendetta da un cartello della droga contro cui lui era stato informatore per la polizia, viene involontariamente coinvolto nel traffico di una partita di eroina conservata sotto forma di statue di gesso. Una di queste statue, rappresentante la Madonna, viene rubata dal giovane Mike, rampollo della banda di trafficanti che ha commissionato le statue, capeggiata dal boss Arment, ex agente della DEA divenuto poi trafficante, dal figlio Rook e da Jade.
Mike cerca di uscire dal giro della droga e fuggire via insieme alla piccola Angel, la sorella, ricattando l'organizzazione ed esigendo una somma di danaro per la restituzione della statua che ha intanto nascosto in una chiesa all'insaputa del parroco, padre Porter.
Dopo la morte di Mike, ucciso da Rook e da Jade, la piccola viene prima affidata a John e poi rapita dall'organizzazione che cerca di reperire informazioni riguardanti il luogo dove è stata nascosta la statua. John riesce a liberare la bambina e ad organizzare un incontro con Arment all'interno della chiesa per la restituzione del manufatto. Con l'aiuto del prete, padre Porter, dopo una sparatoria all'interno della chiesa, nel corso della quale Porter resta anche ferito, riesce ad uccidere Arment e i suoi accoliti.

## Distribuzione

### Date di uscita
Le date di uscita internazionali nel corso del 2011 sono state:
- 26 aprile 2011 in Canada (Sacrifice)
- 26 aprile 2011 negli Stati Uniti (Sacrifice)
- 18 maggio 2011 in Italia (Sacrifice)
- 3 giugno 2011 in Giappone
- 2011 in Grecia (Aftaparnisi, titolo DVD)
- 2011 in Germania (Sacrifice - Tag der Abrechnung, titolo DVD)

## Produzione
Il film è stato girato da aprile 2010 ad Ottawa e a Toronto, in Ontario, Canada e a Los Angeles, California, Stati Uniti d'America. con un budget stimato in 6.800.000 dollari.